# Wilhelmsgreuth
Wilhelmsgreuth  (früher auch Unterngreuth genannt) ist ein Gemeindeteil des Marktes Markt Erlbach im Landkreis Neustadt an der Aisch-Bad Windsheim (Mittelfranken, Bayern). Wilhelmsgreuth liegt in der Gemarkung Jobstgreuth.

## Geografie
0,25 km östlich des Dorfes entspringt der Riegersbach, ein linker Zufluss des Steinbachs, der wiederum ein linker Zufluss der Zenn ist. Der Ort ist weitestgehend von Wald umgeben: im Norden liegt der Oberndorfer Gemeindewald, im Osten und Süden der Leimenschlag und im Westen der Lenkersheimer Gemeindewald. Eine Gemeindeverbindungsstraße führt nach Schußbach zur Kreisstraße NEA 17 (1,6 km südlich) bzw. zur Staatsstraße 2252 (0,8 km nördlich).

## Geschichte
Der Ort wurde 1145/53 in einer Bulle des Papstes Eugen III. neben anderen Orten erstmals urkundlich erwähnt, in der dem Kloster Heilsbronn Besitzungen zugesichert wurden. Laut einer anderen Urkunde aus dem Jahr 1165 wurde vom Kloster ein ödes Landstück erworben und an Umwohnende verteilt, die dann darauf erst „Willehalmesrute“ und zwei weitere Orte gegründet haben sollen. Das Kloster erwarb dort insgesamt sechs Anwesen, von denen drei während des Dreißigjährigen Krieges verödeten.
Gegen Ende des 18. Jahrhunderts gab es in Wilhelmsgreuth 7 Anwesen (1 Halbhof, 5 Güter, 1 Häuslein). Das Hochgericht übte das brandenburg-bayreuthische Stadtvogteiamt Markt Erlbach aus. Die Dorf- und Gemeindeherrschaft und die Grundherrschaft über alle Anwesen hatte das Kastenamt Neuhof.
Von 1797 bis 1810 unterstand der Ort dem Justizamt Markt Erlbach und Kammeramt Neuhof. Im Rahmen des Gemeindeedikts wurde Wilhelmsgreuth dem 1811 gebildeten Steuerdistrikt Linden und der 1813 gegründeten Ruralgemeinde Jobstgreuth zugeordnet. Am 1. Januar 1972 wurde Wilhelmsgreuth im Zuge der Gebietsreform in Bayern nach Markt Erlbach eingemeindet.

## Einwohnerentwicklung
| Jahr      | 001818 | 001840 | 001861 | 001871 | 001885 | 001900 | 001925 | 001950 | 001961 | 001970 | 001987 | 002017 | 002023 |
| Einwohner | 62     | 82     | 80     | 88     | 88     | 54     | 46     | 46     | 49     | 47     | 31     | *34    | *45    |
| Häuser    | 13     | 14     |        |        | 15     | 14     | 13     | 10     | 11     |        | 11     |        |        |
| Quelle    | [ 12 ] | [ 13 ] | [ 14 ] | [ 15 ] | [ 16 ] | [ 17 ] | [ 18 ] | [ 19 ] | [ 20 ] | [ 21 ] | [ 22 ] |        | [ 1 ]  |

## Religion
Der Ort ist seit der Reformation evangelisch-lutherisch geprägt und gehört zur Kirchengemeinde St. Jobst (Jobstgreuth), die Teil der Pfarrei St. Leonhard (Linden) ist. Die Katholiken sind nach St. Bonifaz (Bad Windsheim) gepfarrt.